# La vie recommence
Pour plus de détails, voir Fiche technique et Distribution.
La vie recommence (titre original : La vita ricomincia) est un film italien réalisé par Mario Mattoli et sorti en 1945.

## Synopsis
Pendant la Seconde Guerre mondiale, Paolo Martini (Fosco Giachetti), docteur en chimie, a été mobilisé sur le front en Afrique puis fait prisonnier dans un camp anglais situé en Inde. Après six ans d'absence, il retourne à Rome, auprès de son épouse Patrizia (Alida Valli) et de son fils Sandrino (Maurizio Ceselli), alors qu'il a pu débarquer à Naples. Là, il fait la connaissance avec leur gentil voisin (Eduardo De Filippo), professeur en langues orientales, frappé par la mort des siens.
Au bout de quelques jours, Paolo reprend contact avec son associé Croci (Carlo Romano), qui co dirigeait leur laboratoire pharmaceutique, mais vu les circonstances de la guerre, il l'a transformée en distillerie. Ce dernier ne souhaite apparemment pas reconduire Martini à son poste car il a de nouveaux associés. Alors Paolo menace celui-ci de faire intervenir son avocat pour voir clair dans ses affaires. Le soir-même, les deux amis et leurs épouses respectives sortent ensemble au restaurant: les choses vont probablement s'arranger en trouvant un accord. Sur les lieux, Paolo revoit les transporteurs un peu contrebandiers qui lui ont permis de faire le voyage de Naples à Rome, en passant par  Cassino. De son côté, Patrizia semble avoir été troublée par l'apparition d'un autre homme. Elle se dit fatiguée et manifeste le désir de rentrer rapidement au domicile. Ils sont tous dans l'automobile de Croci qui les ramènent et Patricia se sentant suivie, acceptent la proposition improvisée de finir la soirée dans un casino clandestin. Sur place, on fait demander Patrizia au téléphone: personne au bout du fil.
Le lendemain, le professeur et Paolo quittent l'immeuble avec l'automobile de Croci. À cet instant, une dame d'un âge mûr, élégamment vêtue, sort d'une voiture, et demande Patrizia.
Pendant le trajet en voiture, Paolo et le voisin s'entendent pour dîner à 20h à la maison. Vers 20h, Paolo n'a pas vu rentrer Patrizia et le voisin arrivent: ils constatent ensemble qu'elle est toujours absente. Inquiets, vers 21h30 ils alertent la police qui les renvoie vers un autre commissariat de la ville. Là, Paolo découvre que sa femme vient de commettre un meurtre et surtout la situation dans laquelle celle-ci s'était mise, au motif d'avoir dû faire soigner son fils, avec une opération très coûteuse il y a trois ans. Se sentant profondément trahi et humilié, Paolo veut rompre. Mais en même temps, il veut la sauver de la justice et de la prison. Il y aura le procès: quel sera le verdict? et vont ils se pardonner ou se séparer?

## Fiche technique
- Titre du film : La vie recommence
- Titre original : La vita ricomincia
- Réalisation : Mario Mattoli, assisté de Steno
- Scénario : Aldo De Benedetti, Steno, M. Mattoli
- Photographie : Ubaldo Arata, Noir et blanc
- Musique : Ezio Carabella
- Montage : Fernando Tropea (en)
- Décors : Gastone Medin
- Production : Baldassarre Negroni, Excelsa Film
- Pays d'origine :  Royaume d'Italie
- Genre : mèlodrame
- Durée : 84 minutes
- Dates de sortie :
  - Royaume d'Italie : 21 septembre 1945
  - France : 21 mai 1947

## Distribution
- Fosco Giachetti : Paolo Martini
- Alida Valli : Patrizia Martini
- Eduardo De Filippo : le professeur
- Carlo Romano : Croci
- Aldo Silvani : le juge
- Nando Bruno : Scorcelletti
- Anna Haardt : la baronne Magda Huberth
- Maria Donati : Maria
- Ughetto Bertucci : Righetto
- Maurizio Ceselli : Sandrino

## Commentaires
La vita ricomincia a été tourné à la fois en extérieur - dans une Naples dévastée par les bombardements - et en intérieur - à Rome dans les studios Palatino. Avec ce film, au titre fort symbolique, Mario Mattoli, sans adhérer à l'optique néo-réaliste, cherche néanmoins à « cerner le climat de cette époque de transition à travers l'histoire d'un prisonnier de guerre [...] qui essaie de retrouver une vie normale au milieu du chaos. » Autre symbole : la présence de deux interprètes populaires à l'ère du ventennio fasciste, Fosco Giachetti et Alida Valli. Le premier ayant même été l'un des acteurs principaux des films de propagande fasciste (L'Escadron blanc, 1936 - Scipion l'Africain, 1937 - Les Cadets de l'Alcazar, 1940).
Le film nous offre l'occasion d'entendre, par la voix d'Alida Valli, une chanson très populaire au moment du siège américain, Io t'ho incontrata a Napoli (Je t'ai rencontré à Naples), composée par Hoagy Carmichael, et qui servit de titre à un film de 1946.
Le film obtint un beau succès commercial : 2,75 M entrées en 1945 (3e place au box-office). Ce fut une année faste pour Mario Mattoli qui, avec Partenza ore 7, s'adjugea encore 3 M de spectateurs (2e place).